# Doctor Snuggles
Doktor Miłek / Doktor Przytuliński (ang. Doctor Snuggles) – holenderski serial animowany o sympatycznym i optymistycznym wynalazcy, doktorze Snugglesie, który wraz z przyjaciółmi przeżywał niezwykłe przygody w lekko halucynogennym świecie. Serial pokazywał fantastyczne scenariusze, w których Snuggles wymyślał coś dziwacznego, jak na przykład robota-pomocnika lub maszynę do produkcji diamentów. Towarzyszyło mu kilka różnych postaci, które głównie były antropomorficznymi zwierzętami.

## Produkcja
Serial był współprodukcją między brytyjskimi, niemieckimi oraz holenderskimi producentami. W angielskiej wersji głosu głównej postaci użyczył znany aktor Peter Ustinov. Serial w trzynastu półgodzinnych odcinkach zadebiutował w roku 1979.
Koncepcję plastyczną opracował Nick Price, a oryginalny scenariusz wraz z pomysłami: Jeffrey O’Kelly. Natomiast telewizyjny scenariusz jest dziełem Richarda Carpentera. Dwa odcinki (#7 i #12) zostały napisane przez Douglasa Adamsa i Johna Lloyda.

## Fabuła
Serial opowiada o przygodach doktora Snugglesa, miłego starszego pana, który mieszka w wygodnym domku wraz ze swoją gosposią, starszą panną Nettles. Snuggles spędza większą część swojego czasu przy pracy. Skonstruował maszynę która ma przywrócić kolory tęczy, gadżet do zwalczania depresji czy ognioodporny płyn.

## Spis odcinków
1. The Fabulous Mechanical Mathilda Junkbottom
2. The Astounding Treacle Tree
3. The Spectacular Rescue of Miss Nettles
4. The Unbelievable Wormmobile
5. The Sensational Balloon Race
6. The Magical Multicoloured Diamond
7. The Remarkable Fidgety River
8. The Fearful Miscast Spell of Winnie the Witch (Okropne skutki czarów czarownicy jakich mało)
9. The Extraordinary Odd Dilemma Of Dennis the Badger (W poszukiwaniu leku dla Dionizego)
10. The Wondrous Powers of the Magic Casket (Kuferek z pandorium z planety Pandory)
11. The Turn of Events with the Unwelcome Invaders (Przybysze z nieznanej planety)
12. The Great Disappearing Mystery (Zadziwiające przypadki Doktora Milka)
13. The Amazing Reflective Myth

## Wersja polska

### Lektor
Serial był emitowany pod nazwą Doktor Przytuliński w wersji lektorskiej w telewizji regionalnej.

### Dubbing
- Wersja polska: Studio Opracowań Filmów w Warszawie
- Reżyseria: Maria Olejniczak
- Tekst: Krystyna Albrecht
- Dźwięk: Zdzisław Siwecki
- Montaż: Halina Ryszowiecka
- Kierownictwo produkcji: Jan Szatkowski

Źródło: